# Мэрхлердойч
Мэ́рхлердойч (самоназв. Märchlertüütsch, нем. Märchlerdeutsch) — диалект немецкого языка, один из швейцарских диалектов горноалеманнского ареала, переходный с верхнеалеманнскими. Распространён в швейцарском округе Марх кантона Швиц.